# Cerco de Campo Vía
El Cerco de Campo Vía, a comienzos de diciembre de 1933,  fue la culminación de la Segunda batalla de Alihuatá en la que el ejército paraguayo rodeó a dos divisiones bolivianas obligándolas a rendirse. El ejército boliviano perdió más de dos tercios de sus fuerzas operacionales en el Chaco por lo que tuvo que abandonar la zona Muñoz-Saavedra y retirarse hacia la línea defensiva Magariños-La China. El gobierno del Paraguay creyó que había ganado la guerra y propuso un armisticio para iniciar las negociaciones diplomáticas. Bolivia aceptó la propuesta para ganar tiempo y reconstruir su ejército. La guerra continuó hasta junio de 1935.

## Preludio
- Día 5

A medida que la acción paraguaya se intensificaba sobre las divisiones bolivianas 9.ª y 4.ª, el general Hans Kundt comenzó a retacear la información al presidente Daniel Salamanca. El día 5 de diciembre le comunicó el ataque paraguayo pero no mencionó su peligrosidad. Las medidas que adoptó Kundt para frenar el primer brazo de la tenaza enemiga mostraron su alienación respecto de la realidad por la absoluta desproporción de los recursos empleados. El día 5 ordenó al alemán Wilhelm Brandt que ataque, con 400 reclutas sin experiencia, a dos regimientos paraguayos con el objetivo de frenar ese envolvimiento. Brandt fue rechazado y perdió rápidamente 80 hombres.
- Día 6

A las 14:00 horas el coronel Carlos Banzer, comandante de la 9.ª División, informó que fuerzas paraguayas habían cortado el camino Alihuatá-Saavedra a la altura del km 31. Kundt estalló en ira cuando a las 15:00 horas le informaron que el corte que paralizaba esa división lo había hecho un contingente de 200 paraguayos. 
El coronel Banzer, sin conocer la ruptura paraguaya realizada por el teniente coronel Rafael Franco, comandante de la 1.ª División paraguaya, en la zona de Gondra, y que Kundt inexplicablemente no le transmitió, abandonó e incendió el fortín Alihuatá y se retiró penosamente por el único camino libre que le quedaba.  Ese camino lo conducía a la retaguardia de la 4.ª División. El general José Félix Estigarribia, comandante del ejército paraguayo, informó a su gobierno que había ocupado el fortín Alihuatá y que continuaba con la persecución del enemigo en retirada.
- Día 7

Anticipando lo que iba a suceder, Salamanca (Cifrado 160) le aconsejó a Kundt que se retirara para no ser "nuevamente" despedazado y cercado por fracciones (refiriéndose a la batalla de Campo Grande). Como respuesta Kundt admitió que:

“la situación esta mañana, en Gondra y Alihuatá, es muy seria”
Cifrado 90, Kundt a Salamanca (Arze Quiroga, 1960, p. 65 vol. 3)

 A las 13:30 horas, el mayor Jorge Rodríguez le propuso a Kundt retirar la 4.ª División hacia las antiguas posiciones de Campo Vía. Kundt le contestó que no era necesario porque había reservas suficientes y que esa división debía proteger a la 9.ª División. A las 15:00 horas Kundt habló con el teniente coronel Pareja quien le informó que, en la ruptura de su frente, el enemigo había utilizado unos mil hombres y que ya no podía sostener su posición ni crear un bolsón por falta de reservas por lo que el enemigo fluía libremente hacia Campo Vía. Después de hablar con Pareja, Kundt envió al teniente coronel Frías con 170 hombres, reforzado con unos pocos veteranos de su propia escolta, a detener la enorme masa de maniobra paraguaya que ingresaba por el sur hacía Campo Vía. Recién entonces Kundt tomó conciencia de la magnitud del avance enemigo e incluso del peligro que él mismo corría en su puesto de mando ubicado en el "kilómetro 22" pues patrullas de avanzada enemigas ya estaban operando en su retaguardia y lo podían capturar fácilmente. Decidió  moverse a Muñoz y cuando pasó por Saavedra le ordenó secamente al coronel Enrique Peñaranda: "Su puesto esta en el kilómetro 22". Peñaranda se trasladó al lugar pero su accionar no tuvo ninguna relevancia pese al refuerzo de 700 hombres que recibió de la 7.ª División que defendía el frente de Nanawa. 
Casi tres horas después, a las 17:45 horas (Cifrado  645), Kundt transmitió a Salamanca dos noticias alarmantes: que la 9.ª División estaba abandonando Charata, al oeste de Alihuatá, y que el enemigo había penetrado en el sector de Gondra.
- Día 8

Los sectores de Pozo Encanto y Pozo Esperanza fueron abandonados y al mediodía la cabecera de la 9.ª División boliviana llegó a Puesto Urey donde se encontraba ubicado el comando de la 4.ª División. 

Hora 12:00, llegaron a este comando división regimientos ‘’Chacaltaya‘’, RI-20, batallón del RI-24. Curso esta tarde
llegarán ‘’Colorados‘’, ‘’Murguía‘’, ‘’Campos‘’, ‘’Lanza‘’, escuadrón Abaroa. No se perdió nada. ¿Dónde se colocará la división?
Banzer a Kundt (en Antezana Villagrán, 1982, pág. 253)

 Kundt le indicó que lo hiciera en Campo 31, desde Puesto Urey hasta 3 km al oeste de la picada Saavedra-Alihuatá. En su comunicación a Salamanca, Kundt admitió que tres regimientos de la 9.ª División habían escapado y que estaban ocupando nuevas posiciones pero negó que el ejército paraguayo se hubiera "animado" a ocupar Alihuatá y justificó el incendio de camiones diciendo que se habían atascado en el barro: 

”Hemos pasado el peor día de la campaña pero la situación está completamente salvada y no hay motivo de claudicar. Respetuosamente. KUNDT. 8 diciembre 1933. Cif. 875. (MUÑOZ). Kilómetro 22 Saavedra-Alihuatá. Captado radio MINGUERRA". Kundt a Salamanca en (Arze Quiroga, 1960, p. 66 Vol. 3)

 Omitió decir que tanto la 9.ª  como la 4.ª División estaban siendo cercadas en Campo Vía y que Peñaranda tampoco avanzaba para ayudar a estas dos divisiones. Los servicios de escucha paraguayos estuvieron toda la mañana a la expectativa debido a la falta de mensajes entre Banzer y Kundt que desde el fortín Muñoz se triangulaban con el fortín Saavedra donde se realizaba el encriptamiento de los mismos.  Recién a las 14:45 horas González Quint rompió el silencio informando que el regimiento "Campos" había chocado con patrullas en la picada Capriles y que el enemigo estaba reforzando esa ocupación.
Por otra parte, hacia el sur, en Nanawa, la presión paraguaya sobre la 7.ª División la obligó a retirarse preventivamente hacia una segunda línea hacia el oeste. Esta operación se encuadraba en la orden global que había dado Estigarribia a los comandantes de los otros sectores de que "cualquier cosa que hicieran estaba bien" para ayudar a la operación de cerco que se desarrollaba en Campo Vía.

## El cerco se cierra
- Día 9

Pronto llegaron noticias de que los paraguayos habían atacado el hospital de Pozo Negro, a menos de 6 km al noroeste. A las 09:00 horas, el teniente coronel Delfín Arias informó a Banzer que no podía sostenerse en Pozo Negro y solicitaba retirarse. Al poco tiempo su teléfono fue cortado. 
Se estudió en el mapa la llamada ‘’Picada de Salvación‘’, abierta en el mes de julio por donde la 4.ª División había escapado del cerco retirándose hacia Alihuatá, y de la que se ramificaba, hacia el oeste, la "Picada Capriles",  única ruta de escape que quedaba para volver al camino Alihuatá-Saavedra (a la altura del "km 21"). 
Se enviaron 40 zapadores para continuar abriendo esa picada bajo la protección del regimiento ‘’Lanza‘’. Banzer informó a Kundt:

"Enemigo ha salido entre "km 31" y Pozo Negro y entre Pozo Negro y Urey. Marcharé con resto división a "km 22", donde protegeré este punto. Carecemos de agua, envíennos a "km. 22". 4.ª División manifiestamente tiene grandes sectores sin tropa que comprometen nuestra retirada. Pido autorización ayudarle". Banzer a Kundt en (Querejazu Calvo , 1981, p. 246)

En realidad la precaria situación de la 4.ª División era consecuencia del progresivo desmantelamiento realizado por Kundt durante todo el mes de noviembre para ayudar a que Banzer se sostuviera en Alihuatá. El comando de la 4.ª División estaba a cargo del coronel Emilio González Quint cuyo jefe de Estado Mayor era el mayor Jorge Rodríguez. Estos oficiales eran nuevos y no habían tenido tiempo de familiarizarse con su sector.
Banzer envió algunos regimientos a tomar posiciones para sostener estas nuevas amenazas que provenían del noroeste a fin de proteger el repliegue de las dos Divisiones por la "Picada de Salvación" y luego por la "Picada Capriles". 
El regimiento ‘’Lanza‘’, en su tarea de proteger a los zapadores, chocó con patrullas paraguayas por lo que el trabajo se suspendió al anochecer. Las dos divisiones, agotadas por la retirada, la sed y el hambre, se tendieron al pie de los arbustos y se sumieron en un pesado sopor. La noche transcurrió sin novedad.
Kundt informó a Salamanca que la 9.ª División seguía retirándose lentamente por culpa del mal estado del único camino disponible y reconoció que se notaba "una gran superioridad numérica del enemigo [con] una moral muy elevada que ayuda evidentemente en sus operaciones y ataques". A la hora 10:00 , Banzer recibió otro mensaje de Kundt donde decía que a la altura del "km 22" había tropas de refuerzo y abastecimientos. Se trataba de las fuerzas de Peñaranda que intentaban sostenerse en ese punto.
A fines de noviembre, cuando Kundt regresó de La Paz, se encontró con la desagradable sorpresa de que el coronel Peñaranda, sin su autorización, había movido su división hacia Saavedra, abandonando la zona del "km 20-21" del camino Alihuatá-Saavedra en el sector sur de la 9.ª División. Inmediatamente le ordenó que volviera a ese lugar con sus 2000 hombres pero Peñaranda olvidó llevar la radio por lo que se perdió toda posibilidad de coordinación entre Kundt, Banzer y Peñaranda.

"A hora 08:00  comunica el teniente coronel Bilbao el siguiente resumen de la observación aérea (...)a hora 05:00  se vio una columna de camiones y tropas [bolivianas] en marcha de empalme en la picada ‘’Capriles‘’, hacia el "km 22". Una hora después se observó la misma columna pero estacionada en la mitad del camino cruce picada ‘’Capriles‘’ y norte Campo Vía". (Arze Quiroga , 1960, p. 218)

Los soldados de la artillería reemplazaron a los exhaustos zapadores para continuar la apertura de la picada hacia el punto indicado por el general Kundt. Bajo los efectos de la tensión creciente debido a la lentitud en el avance de la picada, las líneas de mando comenzaron a fisurarse. Los oficiales de artillería se reunieron en consulta y propusieron al comando escapar por unos claros que suponían no controlados por el enemigo, previa destrucción de la artillería. El teniente coronel Arminio Abaroma contestó: 

"¿Cómo se les ocurre proponer la destrucción de tan preciado material? Cañones de 105 nuevecitos, destrozarlos a proposición de un joven oficial de artillería. ¡Imposible! ¡Cumplan la orden que tienen recibida y nada más! [...] ¿Y usted se imagina que somos monos para salir trepando por los árboles? [...] romperemos el cerco y saldremos pechando. Abaroma al capitán Torres Ortiz en (Antezana Villagrán , 1982, p. 261 vol. 2)

La jornada transcurrió lenta y enervante a la espera de que la picada "Capriles" llegara a su meta. La fuerza física y moral de los combatientes se fue debilitando a pesar de que no se produjeron combates significativos en todo el día. Algunos soldados, al no poder soportar la sed, se internaron en el monte con la esperanza de encontrar algún charco o aguada, siendo blanco de las emboscadas enemigas.

“Millares de hombres de color tierra circulaban sobre el pequeño campo esperando la orden de partida. Trípodes, morteros, cajas de municiones, cañones de repuesto, granadas, ametralladoras y fusiles, amen del equipo, se transportaban en los hombros no en la espalda [...] [En un camino] de cinco metro de ancho a través del bosque [...] descansaba nuestra columna de camiones [...] cargados con piezas de artillería y municiones para las diversas armas, ora con tanques destinados al aprovisionamiento de agua y gasolina, ora, en fin, cargados de víveres, carpas y equipos. Una mayor parte de las tropas de la 4.ª y 9.ª. División que se encontraban detenidas en su marcha, cubrían cuanto espacio libre quedaba sobre la ruta y sobre todo, a lo largo de la columna de automóviles […]. Así, embotelladas [...] en la picada, reducidas a un estrecho radio de acción, [...] toda maniobra más que difícil se hacia imposible [...] Tal era nuestra situación el día nueve en la tarde, grave en extremo y más aún si se toma en cuenta el agotamiento físico y la consiguiente depresión moral”. Capitán de artillería boliviano Torres Ortiz de la 4.ª División en (Brockman , 2007, p. 344)

La disgregación aumentó cuando el mayor Celso Camacho, con 220  hombres del regimiento ‘’Pérez‘’, se internó por una senda que le era conocida, no encontró enemigo a la vista y pudo  salir del cerco. Durante la noche, el capitán René Santa cruz, comandante de un Batallón del RI-34, que debía cubrir la posición dejada por el ‘’Pérez‘’, decidió  seguir a este. Lo propio intentaron hacer otros batallones.
Al darse cuenta de este movimiento de tropas, el comando paraguayo ordenó a los regimientos ‘’Rubio Ñú‘’, ‘’Lomas Valentinas‘’ y ‘’Cerro Corá‘’, que aceleraran su progresión. Al amanecer del día 10, la vanguardia de estas unidades hicieron contacto con las tropas de Franco que avanzaban desde el sur. El doble envolvimiento finalmente se había unido alrededor de la 4.ª  y la 9.ª División.

## El regimiento ‘’Lanza‘’ rompe el cerco
- Día 10

En el curso de la mañana del día 10 los dos jefes de división se enteran por radio de que los refuerzos de rescate que se harían desde afuera habían quedado frustrados. Un parte de la aviación indicaba fuertes combates en el "km 26" y en los "km 16" y "km 18". Un radiograma del general Kundt, a las 11:00 h, decía:

Fuerte patrulla paraguaya ha salido al "km 16" dejando incomunicado al comandante del Primer Cuerpo, quién por imprevisión no llevó radio. Procure mantener contacto con él. Destruya material pesado y cañones de ataque para romper el cerco. De los esfuerzos de esas dos divisiones depende la salvación de la patria y el honor nacional. Cifrado de Kundt a Banzer en (Querejazu Calvo , 1981, p. 249)

Esto indicaba que los paraguayos estaban cortando firmemente la ruta Alihuatá-Saavedra en distintos sectores. Ya era inútil seguir abriendo la picada "Capriles" porque Peñaranda también se estaba retirando hacia Saavedra (después de haber destruido materiales) acompañado por lo que había quedado del destacamento Frías, fracciones de los regimientos "Campero", "Florida" (que estaban fuera del cerco en el "kilómetro 31") y batallones que habían salido del cerco antes de que este se cerrara. Los comandantes divisionarios sin saber qué hacer facilitaron la crisis en la cadena de mando. Un llamado telefónico del comandante del regimiento ‘’Lanza‘’, conminado por sus oficiales, les hizo saber que estos iban a lanzarse al asalto con o sin autorización de sus superiores. Los coroneles Banzer y Gonzáles Quint dictaron apresuradamente una orden de ataque hacia el sur. Se impartieron las instrucciones de destruir las piezas de precisión de los cañones y de estar listos para prender fuego, a último momento, a la larga fila de 100  camiones atascados en la picada "Capriles". 
Se radiografió a Kundt acerca del ataque y el punto donde se haría pero los paraguayos, que interceptaban y decodificaban todos los mensajes por radio, se apresuraron a fortificar sus posiciones para resistir el previsible embate boliviano.  Una escuadrilla de aviones salió desde Saavedra y dejó caer sus bombas de 90 kilos supuestamente sobre una concentración de tropas paraguayas pero estas cayeron sobre los bolivianos en el punto elegido para la ruptura destruyendo al desprevenido 2.º Batallón del RI-50 "Murgia" al mando del capitán Antezana Villagrán, lo que a posteriori muchos historiadores bolivianos intentaron ocultar.
El regimiento ‘’Lanza‘’, con 500 hombres, atacó frontal y decididamente en un amplio espacio de 300 metros sufriendo graves bajas. No obstante logró quebrar la línea enemiga en el punto de enlace entre los batallones paraguayos. 

"Nuestra 1.ª División sostuvo un furioso ataque… Nuestras tropas retrocedieron ante el impacto pero sólo después de haber diezmado espantosamente las filas bolivianas." General Estigarribia en (Querejazu Calvo , 1981, p. 251)

 A su vez el comandante del regimiento ‘’Curupaity anotó en su diario: 

"El enemigo atacó con furia en un frente de mi regimiento consiguiendo infiltrarse profundamente entre dos de mis batallones, apoderándose de la intendencia de los regimientos ‘’Curupaity‘’ e ‘’Itororó‘’, cortando la comunicación con nuestro frente y logrando aislar a seis batallones. El enemigo penetró hasta 200  metros de mi puesto de mando (...)" Mayor paraguayo Paredes en (Querejazu Calvo , 1981, p. 251)

El apoyo que debía recibir el regimiento ‘’Lanza‘’ de los regimientos RI-50 ‘’Murguía‘’ y RI-20 fue desbaratado en sus posiciones de apronte (el primero debido al ataque aéreo de la propia aviación). Detrás del ‘’Lanza‘’ no vino ninguno de los refuerzos señalados para el ataque. 
Lo que quedó del ‘’Lanza‘’ se dividió en dos: Los tenientes Román Urdininea, Armando Ichazo y el subteniente Jaime Urriolagoitia decidieron priorizar su fuga  hacia Saavedra y a poco de internarse en el monte, chocaron con fuerzas paraguayas que venían a taponar el hueco y  cómo estos no les prestaron mayor atención debido a su escaso número, lograron escabullirse por un costado y escapar. Estas fuerzas (123 soldados), salvo Urriolagoitia que falleció, se unieron a las de Peñaranda que se retiraban hacia el sur. Fue todo lo que se salvó del "Lanza". Los demás resolvieron quedarse y sostener el corredor abierto con tanto sacrificio a la espera del resto de las divisiones que suponían en marcha hacia la salvación. Estos sacrificados soldados y oficiales fueron arrollados por el contraataque de las fuerzas paraguayas y hechos prisioneros.

## Capitulación
- Día 11

El plan de los coroneles Banzer y Gonzáles Quint había sido el de un ataque por olas y una vez abierta la brecha crear un callejón para la salida de las dos divisiones.
La operación careció de coordinación debido a la desintegración de la cadena de mandos llegando en algunos casos a la insubordinación y al "sálvese quien pueda". Varios batallones de los regimientos RI-20 y RI-34 y el comando del ‘’Murguía‘’, que figuraban en el ataque, ya habían huido la noche anterior sin avisar  al mando superior.
A la madrugada, los coroneles Banzer y Gonzáles Quint decidieron que al amanecer se haría un nuevo intento de liberación. A las 05:00 horas comenzó el combate en un amplio frente, pero a medida que avanzaba el día, el ataque decreció paulatinamente. Los agotados regimientos RI-20 y ‘’Colorados‘’ intentaron salir por la brecha hecha por el "Lanza" pero las fuerzas paraguayas ya la habían cerrado el día anterior. El comandante del ‘’Colorados‘’, mayor Sinforiano Bilbao Rioja, resultó gravemente herido, mientras que el comandante del RI-20, mayor Zoilo Flores, cayó muerto. Los pocos soldados con capacidad de combate fueron rodeados y hechos prisioneros.

Hasta las 11:00  horas, la artillería enemiga y los morteros reglaron sus tiros sobre la picada, especialmente sobre el sector en que se habían concentrado los heridos, que sufrían nuevas laceraciones. Aproximadamente 2000 hombres, a lo largo de la picada ‘’Carriles‘’, yacían sedientos, insolados, enfermos y agotados hasta el extremo de no dar muestras de reacción ni para esquivar el fuego que caía sobre ellos. Coronel Banzer en (Querejazu Calvo , 1981, p. 252)

Se radiografió a Kundt avisándole de los infructuosos empeños y de que ya era inútil oponer resistencia, pero este sólo repetía la orden de destruir el material y salir como pudieran.

"De Muñoz. N.º 274. Pls. 14. ll-XII-33. las 10 horas. Para Novena División. Urgentísimo. Cifrado 46/46. Cumpla orden, destruya materiales y rompa. Kundt". Mensaje final de Kundt a Banzer en (Melgarejo , 1969, p. 244)

 En realidad cuando Banzer se enteró de que fuerzas paraguayas habían salido en el "km 16", detrás de Peñaranda, preguntó a Kundt si debían seguir intentando salir al "km 22" y si existían tropas amigas hacia el suroeste. A esa altura Kundt ya había perdido el control de las operaciones por lo que esas preguntas quedaron sin respuesta. El capellán de la 4.ª División boliviana, Luis A. Tapia, se presentó en el comando divisionario trayendo una petición firmada por el cuerpo sanitario de las dos divisiones en la que, invocando la Cruz Roja Internacional, se pedía que por humanidad se suspendiese la lucha por ser ya estéril todo sacrificio debido al estado de agotamiento y la insolación de una gran parte de los efectivos.
Los comandantes de algunos regimientos bolivianos aconsejaron el mismo temperamento. Por su parte Estigarribia dio orden a los comandos de sus unidades a intimar la rendición dando garantías si estos entregaban armas  y fundamentalmente alimentos y equipos de logística para dar de comer y beber  a tantos prisioneros. 
A las 10:00 horas, en la línea del regimiento RI-26, se presentó el teniente paraguayo Espínola solicitando que los jefes bolivianos designasen parlamentarios para una entrevista con el teniente coronel Rafael Franco, comandante del sector. El mayor Jorge Rodríguez (jefe de Estado Mayor de la 4.ª División) y el teniente Antonio Ponce fueron enviados para conocer las proposiciones del comandante paraguayo. Retornaron horas después indicando que Franco exigía la rendición de las dos Divisiones y que, en caso contrario, lanzaría a sus tropas al asalto final. Banzer pidió comunicarse con Franco:
-Banzer: Por espíritu humanitario, en vista de las tristes condiciones en que están nuestras tropas, he decidido solicitar una honrosa capitulación
-Franco: Muy bien, mi coronel.
-Banzer: ¿Cuales serían las condiciones que nos impone?
-Franco: Las de costumbre entre ejércitos civilizados (...) con amplias garantías para 
todos los jefes, oficiales y soldados”.
-Banzer: Solicito que mis heridos sean evacuados a Saavedra para su curación.
-Franco: No es necesario ni conveniente. Nuestra sanidad los atenderá enseguida con toda deferencia en colaboración con los médicos bolivianos”.
-Banzer: Le pido quiera disponer distribución rápida de agua para nuestra tropa sedienta.
-Franco: Para ese efecto serán empleados sus camiones.
-Banzer: Lástima que ya empezamos a destruirlos.
-Franco: Cancele de inmediato esa orden, pues nuestros camiones sólo se emplearán para distribuir agua a nuestra tropa, y los suyos para la suya.
-Banzer: Bien, así lo haré. ¿Algo más?
-Franco: Nada más, mi coronel. Ahí le mando mi automóvil para traer a los dos comandantes de división. Hasta luego.
A las 14:30 horas del 11 de diciembre de 1933, el general Estigarribia comunicó la noticia a su gobierno. Este a su vez lo retransmitió a las radioemisoras paraguayas y extranjeras. El pueblo boliviano, asombrado por las noticias que emitían las radioemisoras argentinas, quedó paralizado de estupor.

## Consecuencias
a) Cayeron en el cerco cerca de 7500 prisioneros (6500 de la 9.ª División y 1100 de la 4.ª División), equivalente a las dos terceras partes de las fuerzas bolivianas con capacidad de combate en el Chaco;
b) El ejército paraguayo capturó un parque importante de armas, equipos, municiones y camiones;
c) El comando y el gobierno paraguayo pensaron que la guerra había terminado y que era el momento para una ventajosa acción diplomática estableciendo un armisticio que favoreció a Bolivia y que permitió que la guerra continuara un año y medio más;
d) El teniente coronel Toro se apresuró a obtener de Kundt su última orden, nombrar a Peñaranda como sucesor. Se adelantó así a los ministros Quiroga y Benavides que traían al general Lanza como candidato.  Salamanca destituyó al general Kundt y lo reemplazó por Peñaranda creyendo que había logrado romper el cerco paraguayo. Peñaranda nunca aclaró esa situación. Y así, un regular comandante de regimiento, fue ascendido a general de Brigada y nombrado Comandante del Ejército Boliviano;
e) El 24 de diciembre, en Ballivián, a 200 km al noroeste de Campo Vía, se reunieron para festejar la Navidad:  Enrique Peñaranda, Ángel Rodríguez, Oscar Moscoso, David Toro y su protegido Germán Busch. El historiador boliviano Querejazu Calvo describe así aquella noche: 

"Los nuevos jefes se reunieron alrededor de una larga mesa para celebrar su encumbramiento. El desastre de Campo Vía quedó olvidado. El principal culpable [Kundt] estaba confinado […] sus espíritus retozaban de libertad y alegría. Ellos eran ahora los dueños de la situación y sabrían demostrar al país y al mundo que podían bastarse a sí mismos, conduciendo la campaña como no lo pudieron hacer ni Quintanilla, ni Guillén, ni Lanza, ni Kundt. El licor corrió sin tasa. Era la primera de las parrandas con que los integrantes de esos comandos, con contadas excepciones, iban a sumar, a su fracaso como estrategas, la fama de intemperantes". Querejazu Calvo en (Brockmann , 2007, p. 362)

f) El resto del ejército boliviano (7.ª División y fuerzas de Peñaranda) se retiró hacia Magariños, al suroeste, donde se estableció una fuerte línea defensiva. La 7.ª División lo hizo desde la zona de Nanawa a marchas forzadas  llegando a Saavedra en un estado lamentable.
g) Con la presencia del general Estigarribia, el 14 de diciembre de 1933, la bandera paraguaya reemplazó a la bandera boliviana en el mástil del fortín Saavedra donde había ondeado desde su fundación en 1924, nueve años atrás. El fortín Muñoz, a 50 km al suroeste de Saavedra, centro de operaciones del alto mando boliviano en el sur, comenzó a arder al atardecer del 19 de diciembre. El día 20, luego de un ligero bombardeo de la artillería paraguaya, comenzaron a entrar los primeros soldados del regimiento RC-7 "San Martín".
h) La lucha por deslindar las responsabilidades por lo ocurrido comenzó rápidamente. Cuando el Ministerio de Guerra boliviano solicitó los archivos para iniciar una investigación, el teniente coronel Toro envió con urgencia el siguiente parte cifrado a Óscar Moscoso, Jefe del Estado Mayor: 

"De Muñoz. N.º 493. Pls. 35. 17-XII-33. 09:10 horas. Para Tte. Cnel. Moscoso. Muñoz. Urgente. Cifrado N.º 23/40. Minguerra quiere llevarse Diario Campaña Comando Superior. Convendría defender archivo hasta última argumentación. Tte. Cnel. Toro, p.o.". Cifrado de Toro a Moscoso en (Melgarejo , 1969, p. 249)